# Ecyroschema rugata
Ecyroschema rugata är en skalbaggsart som beskrevs av Francis Polkinghorne Pascoe 1888. Ecyroschema rugata ingår i släktet Ecyroschema och familjen långhorningar.
Artens utbredningsområde är Botswana. Inga underarter finns listade i Catalogue of Life.